# Charmaine Gilgeous
Charmaine Ann Marie Gilgeous (geb. 17. Dezember 1971) ist eine ehemalige antiguanische Leichtathletin. Sie war Spezialistin für die Sprintdisziplinen. 1992 vertrat sie ihr Heimatland bei den Olympischen Sommerspielen in Barcelona.

## Biographie
Charmaine Gilgeous war in ihrer High-Schoolzeit 1986 Provinzmeisterin in Ontario bei den Jugendlichen über die 200 Meter, 1987 bei den Jugendlichen über die 100 Meter und 1988 über die 100 Meter bei den Junioren. Als sie das College besuchte, sprintete sie für die University of Alabama, wo sie fünfmal als All-American ausgezeichnet wurde.
1992 trat Gilgeous für Antigua and Barbuda bei den Olympischen Sommerspielen in Barcelona im 400-Meter-Lauf an; mit einer Zeit von 55,48 s. schied sie als fünfte in ihrem Vorlauf aus.
Charmaine Gilgeous arbeitete später im Bankensektor. Sie hat zwei Söhne, der ältere ist der NBA All-Star Shai Gilgeous-Alexander (geb. 1998), der jüngere Thommasi (geb. 2000).